# Ірличок пломенистий
Ірличо́к пломенистий (Piprites pileata) — вид горобцеподібних птахів родини тиранових (Tyrannidae). Мешкає в Бразилії і Аргентині.

## Опис
Довжина птаха становить 12 см. Верхня частина голови чорна. У самців спина, надхвістя і покривні пера крил яскраво-охристо-руді, щоки оранжеві, шия і груди жовтувато-охристі або білуваті. Крила чорнуваті з жовтуватими краями. Центральні стернові пера чорні, крайні стернові пера рудувато-коричневі. Дзьоб жовтий, лапи жовті або оранжеві. У самиць спина оливково-зелена, на крилах білі смуги.

## Поширення й екологія
Пломенисті ірлички мешкають на південному сході Бразилії (від Мінас-Жерайсу і Ріо-де-Жанейро до Ріу-Гранді-ду-Сул), а також на крайньому північному сході Аргентини (Місьйонес). Вони живуть в кронах вологих атлантичних лісів (зокрема лісів бразильської араукарії і окотеї Ocotea pulchella) та на узліссях. Зустрічаються поодинці або парами, на висоті від 500 до 2000 м над рівнем моря. Іноді приєднуються до змішаних зграй птахів. Живляться безхребетними, зокрема личинками, а також плодами. Сезон розмноження триває з вересня по листопад.

## Збереження
МСОП класифікує стан збереження цього виду як близький до загрозливого. За оцінками дослідників, популяція пломенистих ірличків становить від 4200 до 33600 птахів. Їм загрожує знищення природного середовища.